# Usus modernus
L’Usus modernus Pandectarum (« usage moderne du Digeste ») est une version allemande du ius commune qui fit son apparition vers l'an 1500. Il disparut au XXe siècle. Les régions septentrionales ont, en effet, plus tardivement adopté le droit savant comme droit national (d'après R.C. Van Caenegem).
C'est une tentative des juristes allemands de pallier l'insuffisance du droit coutumier. Beaucoup sont allés étudier dans les universités italiennes pour étudier le droit romain. Ils ont rédigé ce texte qui comprend une glose de droit coutumier avec un fond de droit romain, mais il n'unifie pas encore le droit privé.